# 가우아
가우아(프랑스어: Gaoua)는 부르키나파소 남서부에 위치한 도시로, 남서부 주의 주도이자 포니 현의 현도이며 인구는 28,023명(2008년 기준)이다.